# Colpoma styriacum
Colpoma styriacum är en svampart som beskrevs av Remler 1980. Colpoma styriacum ingår i släktet Colpoma och familjen Rhytismataceae.   Inga underarter finns listade i Catalogue of Life.